# Ralja (Smederevo)
Pour les articles homonymes, voir Ralja.
Ralja (en serbe cyrillique : Раља) est une localité de Serbie située sur le territoire de la Ville de Smederevo, district de Podunavlje. Au recensement de 2011, elle comptait 1 206 habitants.

## Géographie
Le village est situé sur les bords de la Ralja, un affluent gauche de la Jezava.

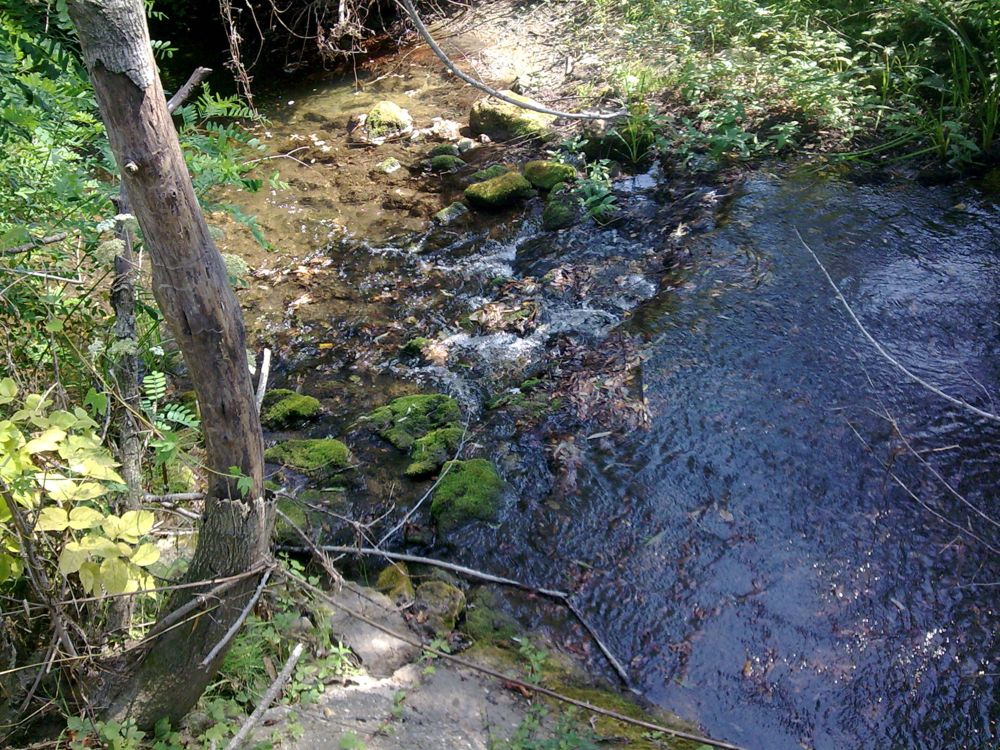
La rivière Ralja

Il est entouré par les localités suivantes :
|        | Vučak Radinac   |         |
| Kolari | Ralja           | Vranovo |
|        | Vrbovac Vranovo |         |

## Démographie

### Évolution historique de la population
| 1948 | 1953 | 1961 | 1971  | 1981  | 1991  | 2002  | 2011  |
| ---- | ---- | ---- | ----- | ----- | ----- | ----- | ----- |
| 821  | 878  | 954  | 1 010 | 1 261 | 1 358 | 1 537 | 1 206 |

|  |